# Vía de Altas Prestaciones de la Costa Norte

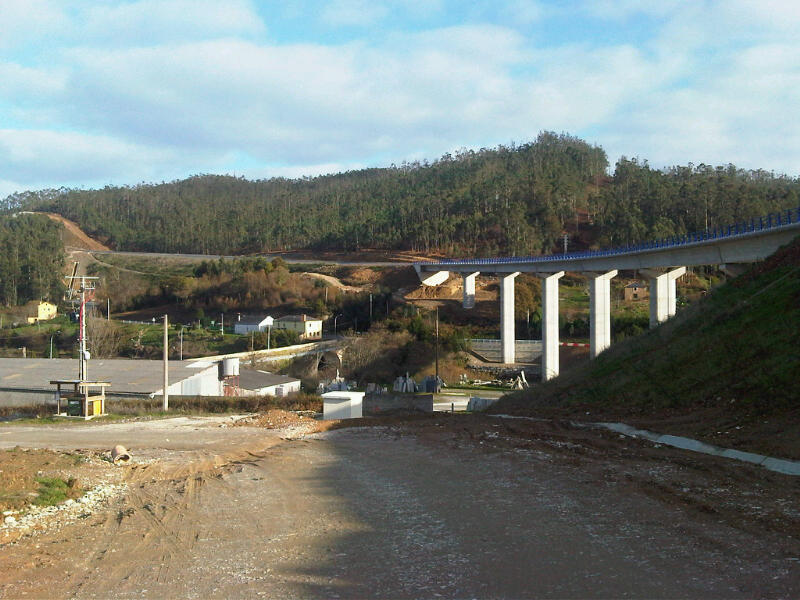
Puente sobre el Río Baleo 2011.12.24

La Vía de Altas Prestaciones de la Costa Norte es una vía para automóviles de la Junta de Galicia que transcurre entre Beltrán, en la provincia de Lugo y San Saturnino, en la provincia de La Coruña, diseñada como una carretera limitada a 90 km/h para ser un corredor de larga distancia y de alta Intensidad media diaria (IMD). La longitud de este tramo es de 80,8 kilómetros de forma provisional por lo que habrán cambios de proyecto en algunos tramos afectados, cuyos proyectos terminados o en proceso de fase de redacción.

## Características
Está previsto que una Ferrol con San Ciprián y que desde allí conecte con el proyecto de autovía A-74, que se unirá con la A-8 en el municipio de Barreiros. De este modo se evita el paso por el centro de las diferentes villas. Es una alternativa a las carreteras autonómicas AC-862 y LU-862. Tiene la posibilidad de ser desdoblada en autovía, ya que sus estructuras, obras de paso y trazado se han previsto para su ampliación futura a dos calzadas.

## Historia
Se planteó como una compensación al trazado que finalmente se le dio a la autovía A-8, que en un principio debía llegar hasta Ferrol bordeando la costa norte y cuyo proyecto definitivo se desvió hacia el interior para enlazar con la A-6 en Baamonde, cerca de Villalba, dejando a las comarcas de la Mariña Occidental y el Comarca de Ortegal con unas vías de comunicación claramente deficientes, con trazado muy antiguo y que atraviesa numerosos núcleos urbanos. De esta manera se necesitan más de 2 horas para recorrer los 117 kilómetros que existen entre Ferrol y San Ciprián, a una velocidad media inferior a los 60 km/h. En este trayecto únicamente cuentan con trazado moderno la salida de Ferrol hacia San Saturnino (12 kilómetros por la autovía AG-64) y las variantes de Ortigueira y Jove, de 8,4 y 7,9 kilómetros respectivamente.
El proyecto de construcción de esta vía fue anunciado en el año 2001 por el entonces consejero de Obras Públicas Xosé Cuiña Crespo y se dividió en once fases correspondientes con otros tantos tramos, fijándose su fecha de finalización para el año 2007. Desde su inicio el proyecto fue sumando retrasos motivados por problemas presupuestarios en un entorno de crisis y por desacuerdos de algunos gobiernos municipales con el trazado propuesto por la Junta y no sería hasta enero de 2009 cuando se iniciaron las obras del primero de los tramos, correspondiente a la variante de Ortigueira. En mayo de 2010 se puso en marcha el segundo tramo que une Cillero con Beltrán, cuyas obras permanecieron paralizadas durante más de dos años hasta que se retomaron en septiembre de 2014, con conclusión prevista para el mes de diciembre de 2016.
El primer tramo, la variante de Ortigueira, fue inaugurado por Alberto Núñez Feijóo el 2 de julio de 2013, tiene una longitud de 8,4 kilómetros y contó con una inversión aproximada de 48 millones de euros y el segundo tramo es el que une Cillero y San Ciprián, fue inaugurado el 10 de enero de 2017.
En 2018, había anunciado la licitación de la redacción de proyecto de la construcción del puente de Vivero, pero ha paralizado esta licitación por las alegaciones de los vecinos afectados de la zona y el proyecto había dejado bloqueado o caducado hasta que en 2023, había anunciado de que necesita el consenso de los municipios afectados al proyecto del nuevo puente de Vivero. El proyecto del nuevo puente consta unos 1,8 kilómetros atravesado al norte de Vivero sobre la Ría de Vivero. En la actualidad no ha avanzado aún este proyecto.

## Tramos
| Denominación | Tramo                                                    | Kilómetros | Año servicio / Estado (2025)                                                                       |
| ------------ | -------------------------------------------------------- | ---------- | -------------------------------------------------------------------------------------------------- |
| CG-2.3       | LU-862 Beltran - Cillero                                 | 7,9        | 2017                                                                                               |
|              | Variante de Vivero Tramo: Cillero - Covas                | 17,0       | Proyecto caducado (pendiente nuevo proyecto)                                                       |
|              | Covas - Puerto del Barquero                              | 10,1       | Estudio informativo                                                                                |
|              | Puerto del Barquero - AC-862 Espasante                   | 11,0       | Estudio informativo                                                                                |
| CG-1.3       | Variante de Ortigueira Tramo: AC-862 Forno - AC-101 Rego | 7,7        | 2013                                                                                               |
|              | Rego - AC-566 Campo do Hospital                          | 8,0        | Estudio informativo                                                                                |
|              | AC-566 Campo do Hospital - Sanguiñeira                   | 11,6       | En redacción de proyecto (pendiente someter a información pública) (pendiente licitación de obras) |
|              | Sanguiñeira - AG-64 San Saturnino                        | 7,5        | Proyecto terminado (sometida a información pública) (pendiente licitación de obras)                |

## Salidas
| Velocidad | Esquema | Salida | Sentido San Saturnino (AG-64) | Carriles | Sentido Beltrán (LU-862) | Carretera | Notas |
| --------- | ------- | ------ | --- | -------- | --- | --------- | ----- |
|           |         |        | Comienzo de Vía de Altas Prestaciones Costa Norte CG-2.3 Procede de: LU-862 Beltrán                                                           |          | Fin de Vía de Altas Prestaciones Costa Norte CG-2.3 Incorporación final: LU-862 Dirección final: LU-862 Jove LU-862 San Ciprián N-642 A-8                          | LU-862    |       |
|           |         |        | Vila CG-2.3 Cillero Vivero |          | LU-862 Jove San Ciprián N-642 A-8 Vila |           |       |
|           |         |        | viaducto de Regueira 290 m |          | viaducto de Regueira 290 m |           |       |
|           |         | 4      | LU-862 Jove polígono de Camba |          | LU-862 Jove polígono de Camba | LU-862    |       |
|           |         |        | viaducto de las Pedralvas 71 m |          | viaducto de las Pedralvas 71 m |           |       |
|           |         |        | viaducto de Guilán 65 m |          | viaducto de Guilán 65 m |           |       |
|           |         |        | viaducto de Juances 202 m |          | viaducto de Juances 202 m |           |       |
|           |         |        | Fin de Vía de Altas Prestaciones Costa Norte CG-2.3 Dirección final: LU-862 Cillero Vivero LU-862 Juances O Cruceiro                          |          | Inicio de Vía de Altas Prestaciones Costa Norte CG-2.3 Procede de: LU-862 Cillero                                                                                  | LU-862    |       |
|           |         |        | En estudio informativo Tramo: Cillero-Espasante                                                                                               |          | En estudio informativo Tramo: Cillero-Espasante |           |       |
|           |         |        | Comienzo de Vía de Altas Prestaciones Costa Norte CG-1.3 Procede de: AC-862 Espasante                                                         |          | Fin de Vía de Altas Prestaciones Costa Norte CG-1.3 Incorporación final: AC-862 Dirección final: AC-862 Ortigueira AC-862 Espasante LU-862 Vivero Estación de FEVE |           |       |
|           |         |        | Penaquente CG-1.3 Ortigueira AC-101 Puentes de García Rodríguez AC-862 Ferrol                                                                 |          | AC-862 Espasante LU-862 Vivero Estación de FEVE Penaquente |           |       |
|           |         |        | puente río Baleo 260 m |          | puente río Baleo 260 m |           |       |
|           |         | 33     | AC-862 Ortigueira (norte) |          | AC-862 Ortigueira (norte) | AC-862    |       |
|           |         |        | Fin de Vía de Altas Prestaciones Costa Norte CG-1.3 Dirección final: AC-101 Puentes de García Rodríguez AC-101 Cuiña AC-862 Ortigueira Ferrol |          | Inicio de Vía de Altas Prestaciones Costa Norte CG-1.3 Procede de: AC-101 Seoane                                                                                   | AC-101    |       |
|           |         |        | En estudio informativo Tramo: Seoane-San Saturnino                                                                                            |          | En estudio informativo Tramo: Seoane-San Saturnino |           |       |